# Margaret Clive
Margaret Clive, baronne Clive, (née Maskelyne ; 26 octobre 1735 - 28 décembre 1817) est une figure de la société britannique. Elle part en Inde pour rencontrer un admirateur et épouse un héros militaire. Elle est au Bengale lorsque leur famille devient incroyablement riche. Lorsqu'ils reviennent en Angleterre, l'aristocratie n'accueille pas « l'argent frais » et les laisse de côté.

## Biographie
Clive est née à Kensington Gore à Londres en 1735, son frère aîné est Nevil Maskelyne et elle est la dernière des quatre enfants nés d'Elizabeth Born Booth et d'Edmund Maskelyne. Elle vit à la maison jusqu'à l'âge de treize ans lorsque sa mère est décédée et elle est envoyée chez des parents dans le Wiltshire où elle commence l'école à l'âge de quatorze ans environ. Mme Saintsbury de Cirencester est sa professeure et elle est douée en français .
Elle part en Inde à la suggestion de son frère Edmund avec l'intention de rejoindre Robert Clive, qui est un collègue. Quand elle part, c'est un homme qui serait tombé amoureux de son portrait; quand elle arrive, Robert Clive est un héros. Son voyage n'est pas vain car elle l'épouse à Église Sainte-Marie de Madras le 18 février 1753 ,. Ils retournent en Angleterre, mais ils reviennent en 1755 pour cinq ans alors que la Compagnie des Indes orientales consolide sa position au Bengale .

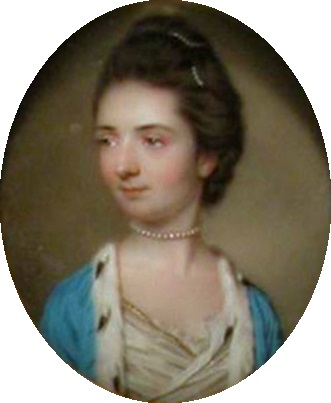
Une miniature d'elle par John Smart en 1770

Son mari meurt en 1774. En 1781 Englefield House et son domaine manquent d'argent et le propriétaire décide de louer la maison. Le loyer est fixé à 400 guinées par an mais il lui est loué à 300 car le propriétaire tenait à trouver le bon locataire qui n'interférerait pas trop avec le caractère de la maison. La maison est louée avec un parc à cerfs, trois manoirs et une bibliothèque de milliers de livres .
Elle meurt à Oakly Park en 1817 .

## Famille
Elle et Robert Clive ont neuf enfants :
- Edward Clive (1er comte de Powis) (né le 7 mars 1754, décédé le 16 mai 1839)
- Rebecca Clive (née le 15 septembre 1760, baptisée le 10 octobre 1760 Moreton Say, d. décembre 1795, mariée en 1780 au lieutenant-général John Robinson de Denston Hall Suffolk, député (décédé en 1798) [4].
- Charlotte Clive (née le 19 janvier 1762, décédée le 20 octobre 1795)
- Margaret Clive (baptisée le 18 septembre 1763 à Condover, Shropshire, morte en juin 1814, mariée le 11 avril 1780 au lieutenant-colonel Lambert Theodore Walpole (décédé lors de la rébellion de Wexford en 1798) [5]
- Elizabeth Clive (baptisée le 18 novembre 1764 Condover, décédée jeune)
- Richard Clive (décédé jeune)
- Robert Clive (décédé jeune)
- Robert Clive Jnr (né le 14 août 1769, décédé le 28 juillet 1833), lieutenant-colonel.
- Jane Clive (décédée jeune)